# Аяваска

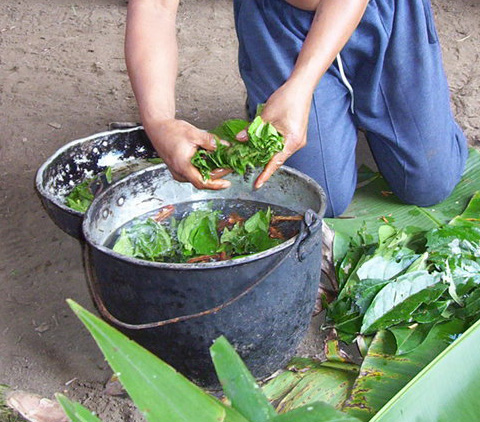
Приготування аяваски у провінції Напо, Еквадор.

Аяуаска (кечуа ayawaska МФА [a.ja.ˈwa.ska], в іспанській транскрипції ісп. ayahuasca, в португальській порт. hoasca, перекладається як «ліана мертвих», «ліана духів») — психоактивний рослинний напій, що використовується в релігійних церемоніях і терапевтичних практиках корінними народами Амазонії. У корінних народів Бразилії, Перу та Колумбії вважається, що аяуаска має цілющі властивості, які використовуються для лікування духовних, фізичних та психологічних недуг. Вживання аяуаски часто пов'язане з містичними переживаннями та духовними зустрічами.

## Приготування
Водна суміш аяуаски зазвичай виготовляється з листя Psychotria viridis та стебла і кори Banisteriopsis caapi, а також інших рослин, залежно від місцевості та традицій місцевих шаманів.
Нарізану ліану замочують з листям Psychotria viridis (кечуа chakruna) або Diplopterys cabrerana (chacropanga). Отриманий напій містить сильнодіючий психоактивний алкалоїд N, N-диметилтриптамін (ДМТ), а також β-карболінові алкалоїди, такі як гармін та гармалін.
Основним інгредієнтом аяуаски є Banisteriopsis caapi, до якого можуть додаватися інші різні рослини (з понад 100 варіантів) з різними фармакологічними ефектами. Ось деякі з них:
- Brugmánsia ×candída
- Diplopterys cabrerana
- Erythroxylum coca
- Ilex guayusa(інші мови)[5]
- Paullinia yoco(інші мови)[6]
- Psychotria viridis
- Тютюн

ДМТ, що міститься в напої, більш популярний серед людей старшого віку, на відміну від інших галюциногенів.

## Аяуаска у творчості
Аяуаска, а також її ефект та способи приготування описані в книзі Вільяма Барроуза і Аллена Гінзберга «Листи Яхе». У романі Барроуза «Квір» і його екранізації аяуаска є ключовим елементом сюжету. Назва альбому українського гурту «Latexfauna» та пісні з нього містять посилання на аяуаску.

## Наукові дослідження
- D. J. McKenna: Clinical investigations of the therapeutic potential of ayahuasca: rationale and regulatory challenges. In: Pharmacology & therapeutics. Band 102, Nummer 2, Mai 2004, S. 111–129, doi:10.1016/j.pharmthera.2004.03.002, PMID 15163593 (Review).
- R. S. Gable: Risk assessment of ritual use of oral dimethyltryptamine (DMT) and harmala alkaloids. [Архівовано 10 серпня 2017 у Wayback Machine.] (PDF) In: Addiction. Band 102, Nummer 1, Januar 2007, S. 24–34, doi:10.1111/j.1360-0443.2006.01652.x, PMID 17207120 (Review).
- P. C. Barbosa, S. Mizumoto, M. P. Bogenschutz, R. J. Strassman: Health status of ayahuasca users. In: Drug testing and analysis. Band 4, Nummer 7–8, 2012 Jul–Aug, S. 601–609, doi:10.1002/dta.1383, PMID 22761152 (Review).
- M. Winkelman: Psychedelics as medicines for substance abuse rehabilitation: evaluating treatments with LSD, Peyote, Ibogaine and Ayahuasca. In: Current drug abuse reviews. Band 7, Nummer 2, 2014, S. 101–116, PMID 25563446 (Review).
- J. Soler, M. Elices, A. Franquesa, S. Barker, P. Friedlander, A. Feilding, J. C. Pascual, J. Riba: Exploring the therapeutic potential of Ayahuasca: acute intake increases mindfulness-related capacities. In: Psychopharmacology. November 2015, doi:10.1007/s00213-015-4162-0, PMID 26612618.
- R. G. dos Santos, F. L. Osorio u. a.: Antidepressive, anxiolytic, and antiaddictive effects of ayahuasca, psilocybin and lysergic acid diethylamide (LSD): a systematic review of clinical trials published in the last 25 years. In: Therapeutic Advances in Psychopharmacology. 2016, doi:10.1177/2045125316638008 (Review).
- E. Domínguez-Clavé, J. Soler, M. Elices, J. C. Pascual, E. Álvarez, M. de la Fuente Revenga, P. Friedlander, A. Feilding, J. Riba: Ayahuasca: Pharmacology, neuroscience and therapeutic potential. In: Brain research bulletin. März 2016, doi:10.1016/j.brainresbull.2016.03.002, PMID 26976063 (Review).
- R. G. Dos Santos, J. C. Bouso, J. E. Hallak: Ayahuasca, dimethyltryptamine, and psychosis: a systematic review of human studies. In: Therapeutic advances in psychopharmacology. Band 7, Nummer 4, April 2017, S. 141–157, doi:10.1177/2045125316689030, PMID 28540034, Повний текст на PMC: 5433617 (Review).